# Kils landskommun, Närke
Kils landskommun var en tidigare kommun i Örebro län.

## Administrativ historik
Den bildades då 1862 års kommunalförordningar trädde i kraft, i Kils socken i Örebro härad i Närke.
Vid kommunreformen 1952 uppgick den i storkommunen Axbergs landskommun. Området ingår numera i Örebro kommun.

## Politik

### Mandatfördelning i Kils landskommun 1938-1946
| 5 | 7 | 2 | 6 |

| 18 |

| 5 | 8 | 2 | 5 |

| 19 |

| 5 | 7 | 3 | 5 |

| 18 |